# Калачевська волость
Калачевська волость (Калачіївська волость) — історична адміністративно-територіальна одиниця Богучарського повіту Воронізької губернії з центром у слободі Калач.
Станом на 1880 рік складалася 35 поселень, 5 сільських громад. Населення — 19 498 осіб (9713 чоловічої статі та 9785 — жіночої), 3117 дворових господарств.
|                     | Площа, десятин | У тому числі орної, дес. |
| ------------------- | -------------- | ------------------------ |
| Сільських громад    | 49854          | 39131                    |
| Приватної власності | 713            | 226                      |
| Іншої власності     | 653            | 354                      |
| Загалом             | 51220          | 39771                    |

Основні поселення волості на 1880 рік:
- Калач — колишня державна слобода при річках Толучєєвка й Подгорна за 70 верст від повітового міста, 13 860 осіб, 2350 дворів, 4 православні церкви, каплиця, 2 школи, 3 поштові станції, 31 лавка, 5 постоялих дворів, 15 шкіряних заводи, 7 маслобоєнь, 4 салотопні, 115 вітряних млинів, 6 ярмарків на рік.
- Верхній Бик — колишня державна слобода при річці Подгорна, 1038 осіб, 132 дворів, православна церква, лавка.
- Іллінка (Гордієнков) — колишня державна слобода при річці Подгорна, 1403 особи, 207 дворів, православна церква, 17 вітряних млинів.
- Нижній Бик — колишня державна слобода при річці Подгорна, 741 особа, 99 дворів, православна церква, 17 вітряних млинів.
- Серяково — колишня державна слобода при річці Подгорна, 1118 осіб, 159 дворів, православна церква.

За даними 1900 року у волості налічувалось 47 поселень із переважно українським населенням, 5 сільських товариств.
1915 року волосним урядником був Дмитро Васильович Клименко, старшиною був Василь Іванович Саурін, волосним писарем — Іван Львович Мілоградов.